# Aecidium plantaginis-variae
Aecidium plantaginis-variae är en svampart som beskrevs av McAlpine 1906. Aecidium plantaginis-variae ingår i släktet Aecidium, ordningen Pucciniales, klassen Pucciniomycetes, divisionen basidiesvampar och riket svampar.   Inga underarter finns listade i Catalogue of Life.